# Wrangelbrunnen
Der Wrangelbrunnen ist eine Brunnenanlage in Berlin-Kreuzberg im Graefekiez. Er wurde von dem Berliner Bildhauer Hugo Hagen geschaffen und nach dem preußischen Generalfeldmarschall Friedrich von Wrangel benannt. Der ursprüngliche Standort des Brunnens war der Kemperplatz in Berlin-Tiergarten, wo er am 22. März 1877 eingeweiht wurde. 25 Jahre später wurde er an seinen jetzigen Standort (Grimmstraße / Urbanstraße) versetzt, da an seinem alten Standort der Rolandbrunnen aufgestellt werden sollte.

## Beschreibung
Der Wrangelbrunnen besteht aus zwei Schalen in einem kreisrunden Marmorbecken mit einem Durchmesser von rund 7 Metern und eine Höhe von etwa 6,50 Metern. 
Die untere Gruppe der von der Bronzegießerei Hermann Gladenbeck geschaffenen Figuren ruht auf einem Granit-Postament und trägt in der Mitte eine ornamental verzierte Bronzeschale. Auf dem Postament sitzen die Personifikationen der damaligen preußischen Hauptströme:
- der Rhein (einzige männliche Figur, ein Schwert tragend; siehe auch Rhenus (Personifikation)),
- die Weichsel,
- die Elbe,
- die Oder.

Die Attribute der drei weiblichen Figuren – Ruder, Modell eines zeitgenössischen Raddampfers, Stadttor oder Brückentor – werden unterschiedlich interpretiert:
- Zum einen gehört der Raddampfer auf die Elbe, das Gebäude ist ein Tor der Festung Küstrin an der Oder und das Ruder symbolisiert das Flößen auf der Weichsel.[1]
- Zum anderen hält die Weichsel ein Brückentor der Dirschauer Weichselbrücke, zur Elbe gehört das Ruder und der Raddampfer zur Oder, die außerdem ein Weberschiffchen in der Hand hält.[2]

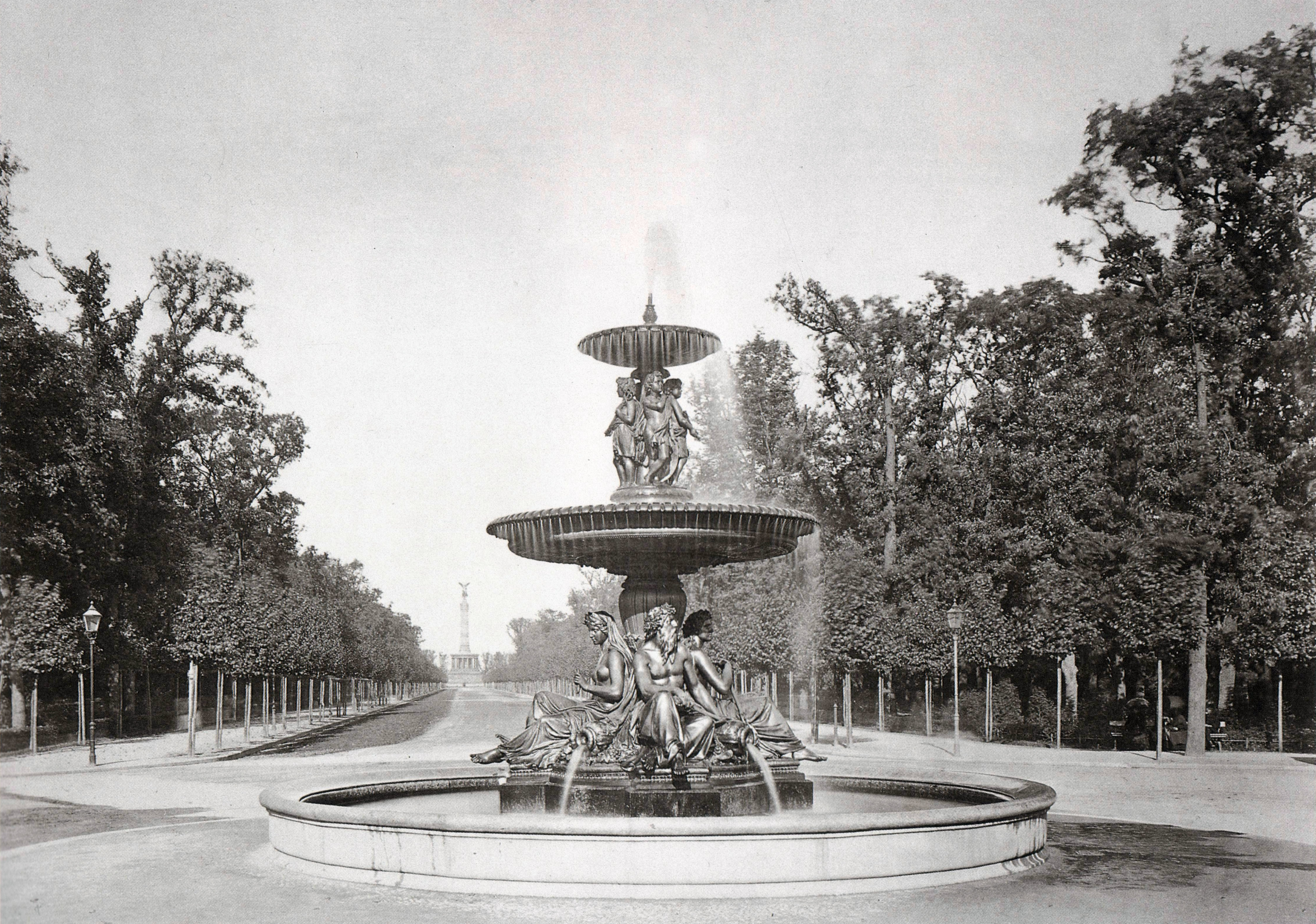
Wrangelbrunnen 1879 (auf dem Kemperplatz)

Oberhalb dieser Figuren befinden sich vier Putten, die Künste, Wissenschaft, Handel und Industrie oder nach anderer Interpretation Künste, Handel, Ackerbau und Wehrkraft verkörpern. In die über ihnen angeordnete kleine Schale springt das Wasser aus einem mittigen bronzenen Pinienzapfen.
Der später entstandene, deutlich größere Berliner Neptunbrunnen personifiziert dieselben vier Ströme.
Theodor Fontane erwähnte den Wrangelbrunnen mehrmals in seinen Briefen. Außerdem erscheint der Brunnen auch in zwei Romanen Fontanes: in Cécile und in Irrungen, Wirrungen.